# کاترین استوارت مک فیل
کاترین استوارت مَک فِیل اُ.بی. ای (انگلیسی: Katherine Stewart MacPhail; ۳۰ اکتبر ۱۸۸۷ – ۱۱ سپتامبر ۱۹۷۴) جراح اسکاتلندی بود. در طول جنگ جهانی اول، او به عنوان افسر ارشد پزشکی دو واحد از بیمارستان‌های زنان اسکاتلند برای خدمات خارجی خدمت کرد. او از مجروحان در صربستان، فرانسه و جبهه تسالونیکی مراقبت می‌کرد. در سال ۱۹۲۱، در طول اقامت خود در صربستان، اولین بیمارستان کودکان این کشور را تأسیس کرد. در حالی که او در صربستان به عنوان یک قهرمان ملی شناخته می‌شود، برخی او را به دلیل ارائه تخصصش در صربستان به جای کشور خود مورد انتقاد قرار دادند. نشان‌های او شامل چندین مدال، پلاک و یک تمبر پستی است. همچنین برندهٔ جوایزی همچون نشان امپراتوری بریتانیا شده است.

## سال‌های اولیه و تحصیلات
کاترین استوارت مکفیل در ۳۰ اکتبر ۱۸۸۷ در گلاسگو متولد شد. او سومین فرزند از چهار دختر جسی مکفیل و دونالد مکفیل، پزشک بود. مکفیل تنها دختر خانواده بود که به کار پدرش علاقه نشان می‌داد. در کودکی به مطب پدرش می‌رفت و او را در حین معاینه بیماران یا درمان زخم‌ها مشاهده می‌کرد. همچنین او را در ملاقات با بیماران در مزارع دورافتاده همراهی می‌کرد. علاوه بر این، تصمیم او برای وقف زندگی‌اش به پزشکی احتمالاً تحت تأثیر عموهایش که پزشکان موفقی بودند قرار داشت: جیمز یک بیمارستان مبلغین در هند را اداره می‌کرد و الکس استاد آناتومی در دانشگاه گلاسگو بود.
مکفیل و خواهرانش در ابتدا توسط معلمان خصوصی در خانه آموزش دیدند. پس از آن به مدرسه ابتدایی دوردست در کوتبریج رفتند و سپس در آکادمی هیلهد در گلاسگو تحصیل کردند. هر چهار فرزند با موفقیت تحصیلات خود را در آکادمی و بعداً در دانشگاه گلاسکو به پایان رساندند.
در آن زمان در اسکاتلند، تحصیل زنان به ویژه در رشته پزشکی غیرمعمول بود. از زنان تحصیل‌کرده خانواده‌های محترم انتظار می‌رفت تنها به مدیریت خوب خانه و هنر بپردازند. احتمالاً به همین دلیل، پدرش با تمایل دخترش برای تحصیل پزشکی مخالف بود. با این حال، او قبلاً اراده قاطع و پشتکار خود را نشان داده بود و پدرش نتوانست مانع تصمیم او شود. والدینش اهمیت تحصیل را درک کردند و در ۲۶ آوریل ۱۹۰۶ او در دانشکده پزشکی دانشگاه گلاسکو ثبت‌نام کرد. او دانشجوی ممتازی بود و جوایز متعددی برای تحصیلاتش دریافت کرد: جایزه فیزیولوژی (درجه یک) و درجه دو در جانورشناسی عملی، آناتومی و جراحی. او در ۱۲ اکتبر ۱۹۱۱ با مدرک MB ChB از دانشکده پزشکی دانشگاه گلاسکو فارغ‌التحصیل شد.
مکفیل حرفه پزشکی خود را در بیمارستان سلطنتی گلاسکو آغاز کرد و همچنین دستیار پزشک در کلینیک پدرش بود.

## جنگ جهانی اول

### اسکاتلند، ۱۹۱۴
با آغاز جنگ جهانی اول، مکفیل تصمیم گرفت داوطلب خدمت فعال در ارتش بریتانیا شود و نامه‌ای به وزارت جنگ برای این درخواست ارسال کرد. پاسخ سریع بود و درخواست او را رد کردند و توضیح دادند که سپاه پزشکی ارتش سلطنتی زنان را نمی‌پذیرد. او به صلیب سرخ روی آورد و پاسخ مشابهی دریافت کرد، زیرا آنها نیز پزشکان زن را نمی‌پذیرفتند. او با السی اینگلیس تماس گرفت که در حال استخدام پزشکان زن و سایر کارکنان پزشکی برای واحدهای داوطلبانه پزشکی زنان بود. اینگلیس تیم بیمارستانی خود را به وزارت جنگ بریتانیا پیشنهاد داد، اما با این جمله رد شد: «خانم عزیز، به خانه بروید و آرام بنشینید.» اینگلیس سپس نامه‌هایی به سفارتخانه‌های فرانسه، بلژیک، روسیه و صربستان فرستاد که این پیشنهاد را فوراً و با قدردانی پذیرفتند. از آن زمان، او کار فعالی را برای بیمارستان‌های زنان اسکاتلند برای خدمات خارجی آغاز کرد که خود به جنبش حق رأی زنان وابسته بود.